# سيغويس
بلدية سيغويس (بالإسبانية: Sigüés) هي بلدية تقع في مقاطعة سرقسطة التابعة لمنطقة أراغون شمال شرق إسبانيا.

## الديموغرافيا
بلغ عدد سكان بلدية سيغويس 131 نسمة عام 2011 (وفقاً للمعهد الوطني الإسباني للإحصاء).
| 185 | 178 | 180 | 167 | 147 | 137 | 131 |